# Раниловић
Раниловић је насеље у Србији у општини Аранђеловац у Шумадијском округу. Према попису из 2022. има 1180 становника (према попису из 2011. било је 1462 становника).

## Историја
Село Раниловић је свакако старије. Прве писане помене о њему имамо из почетка 18. века. На карти из доба аустријске владавине (1718-1738. г) унето је ово село под именом Ranillovig. Сари људи причају, да Раниловић није одувек на данашњем место. Село је раније било у Мекотама одакле су преци данашњег становништва, да би се склонили од Турака, побегли у честар који се данас зове Старчевац. Причају да је на месту, на коме су општински суд и кафана, била велика бара. Предање, даље вели, да је тада село имало само ocам кућа и да су тада у село биле породице: Дејановићи, Спасојевићи, Вуковићи, Мијатовићи, Радовановићи и Скелеџићи. 

Старије досељенике убрајају се: Ђиласовићи старином из Колашина, са којима су род Анђелковићи и Радовановићи; Биволџићи старином од Пирота; Трнавци који су дошли из крагујевачке Трнаве.
У Харачким списковима из почетка 19. века помиње се Раниловић као село које је припадако Катићевој кнежини. Године 1818. имало је 40, а 1822. г. 48 кућа. По попису из 1922. г. село је имало 291 кућу са 1482 становника. (подаци крајем 1921. године).
Овде се налази ОШ „Љубомир-Љуба Ненадовић” Раниловић.

## Демографија
У насељу Раниловић живи 1336 пунолетних становника, а просечна старост становништва износи 40,0 година (39,4 код мушкараца и 40,5 код жена). У насељу има 473 домаћинства, а просечан број чланова по домаћинству је 3,56.
Ово насеље је скоро у потпуности насељено Србима (према попису из 2002. године), а у последња три пописа, примећен је пад у броју становника.
|  |

| Демографија | Демографија | Демографија |
| Година      | Становника  | Становника  |
| ----------- | ----------- | ----------- |
| 1948.       | 2.039       |             |
| 1953.       | 2.194       |             |
| 1961.       | 2.194       |             |
| 1971.       | 2.026       |             |
| 1981.       | 1.997       |             |
| 1991.       | 1.851       | 1.749       |
| 2002.       | 1.685       | 1.747       |
| 2011.       | 1.462       |             |
| 2022.       | 1.180       |             |

| Етнички састав према попису из 2002.‍ | Етнички састав према попису из 2002.‍ | Етнички састав према попису из 2002.‍ | Етнички састав према попису из 2002.‍ | Етнички састав према попису из 2002.‍ |
| ------------------------------------ | ------------------------------------ | ------------------------------------ | ------------------------------------ | ------------------------------------ |
|                                      |                                      |                                      |                                      |                                      |
| Срби                                 | Срби                                 |                                      | 1.674                                | 99,34%                               |
| Црногорци                            | Црногорци                            |                                      | 3                                    | 0,17%                                |
| Словенци                             | Словенци                             |                                      | 2                                    | 0,11%                                |
| Македонци                            | Македонци                            |                                      | 2                                    | 0,11%                                |
| Хрвати                               | Хрвати                               |                                      | 1                                    | 0,05%                                |
| непознато                            | непознато                            |                                      | 2                                    | 0,11%                                |

| Година пописа     | 1948. | 1953. | 1961. | 1971. | 1981. | 1991. | 2002. |
| ----------------- | ----- | ----- | ----- | ----- | ----- | ----- | ----- |
| Број домаћинстава | 411   | 431   | 463   | 479   | 488   | 443   | 473   |

| Број чланова      | 1  | 2   | 3  | 4  | 5  | 6  | 7  | 8 | 9 | 10 и више | Просек |
| ----------------- | -- | --- | -- | -- | -- | -- | -- | - | - | --------- | ------ |
| Број домаћинстава | 64 | 100 | 89 | 77 | 58 | 53 | 26 | 3 | 1 | 2         | 3,56   |

| Пол    | Укупно | Неожењен/Неудата | Ожењен/Удата | Удовац/Удовица | Разведен/Разведена | Непознато |
| ------ | ------ | ---------------- | ------------ | -------------- | ------------------ | --------- |
| Мушки  | 705    | 197              | 440          | 48             | 18                 | 2         |
| Женски | 702    | 110              | 442          | 139            | 10                 | 1         |
| УКУПНО | 1.407  | 307              | 882          | 187            | 28                 | 3         |

| Пол    | Укупно                    | Пољопривреда, лов и шумарство | Рибарство                            | Вађење руде и камена | Прерађивачка индустрија       |
| ------ | ------------------------- | ----------------------------- | ------------------------------------ | -------------------- | ----------------------------- |
| Мушки  | 429                       | 146                           | 0                                    | 43                   | 122                           |
| Женски | 276                       | 172                           | 0                                    | 5                    | 47                            |
| УКУПНО | 705                       | 318                           | 0                                    | 48                   | 169                           |
| Пол    | Производња и снабдевање   | Грађевинарство                | Трговина                             | Хотели и ресторани   | Саобраћај, складиштење и везе |
| Мушки  | 8                         | 24                            | 21                                   | 10                   | 19                            |
| Женски | 3                         | 1                             | 13                                   | 8                    | 2                             |
| УКУПНО | 11                        | 25                            | 34                                   | 18                   | 21                            |
| Пол    | Финансијско посредовање   | Некретнине                    | Државна управа и одбрана             | Образовање           | Здравствени и социјални рад   |
| Мушки  | 0                         | 10                            | 5                                    | 3                    | 8                             |
| Женски | 0                         | 1                             | 1                                    | 6                    | 13                            |
| УКУПНО | 0                         | 11                            | 6                                    | 9                    | 21                            |
| Пол    | Остале услужне активности | Приватна домаћинства          | Екстериторијалне организације и тела | Непознато            | Непознато                     |
| Мушки  | 1                         | 0                             | 0                                    | 9                    | 9                             |
| Женски | 2                         | 0                             | 0                                    | 2                    | 2                             |
| УКУПНО | 3                         | 0                             | 0                                    | 11                   | 11                            |